# San Marinó-i labdarúgó-bajnokság (első osztály)
A San Marinó-i labdarúgó-bajnokság első osztálya a San Marinó-i labdarúgás legmagasabb, 1996 óta egyetlen osztálya. A bajnokságot 1985 óta rendezik meg.

## A bajnokság rendszere
A San Marinó-i labdarúgó-bajnokság rendszere az egyik legegyedibb a világon. 1985-ben minden csapat ugyanazon osztályban versenyzett, az 1–9. helyen végzett csapatok a Serie A1-ben, a 10.–17. helyezett csapatok a másodosztályban, a Serie A2-ben folytatták. Egészen 1996-ig két osztályban folytak a küzdelmek annak ellenére, hogy a vigaszágas bajnoki rájátszásban a Serie A2 legjobb csapatai is részt vehettek. A bajnokság alapszakaszának megfelelően a másodvonal legjobb csapatai feljutottak az első osztályba, az élvonal leggyengébben teljesítő csapatai pedig kiestek a másodosztályba.
1996 óta minden csapat ugyanazon osztályban versenyez a bajnoki címért. Két fő részből áll: egy alapszakaszból és bajnoki címért folyó, vigaszágas rájátszásból. 
Az alapszakaszban a részt vevő 15 csapatot két divízióba, úgynevezett gironi-ba sorolják. Ugyanazon a divízión belül a csapatok oda-visszavágós, körmérkőzéses rendszerben mérkőznek meg egymással: egyszer pályaválasztóként, egyszer pedig vendégként; illetve egy mérkőzést játszanak a másik divízió minden csapatával: a sorsolásnak megfelelően pályaválasztóként vagy vendégként.
Az alapszakasz végső sorrendjét az alábbi szempontok szerint határozzák meg:
1. a bajnokságban szerzett pontok összege;
2. az egymás ellen játszott bajnoki mérkőzések pontkülönbsége;
3. az egymás ellen játszott bajnoki mérkőzések gólkülönbsége;
4. az egymás ellen játszott bajnoki mérkőzéseken szerzett gólok száma;
5. a bajnoki mérkőzések gólkülönbsége;
6. a bajnoki mérkőzéseken szerzett gólok száma;

A bajnoki rájátszást – szintén egyedülálló módon – vigaszágas rendszerben bonyolítják le, melynek győztese a San Marinó-i bajnok.

## A 2020–21-es bajnoki év csapatai
A bajnokságban 15 csapat vesz részt, akiket egy 8 és egy 7 fős divízióba, úgynevezett gironi-ba osztottak.

### Campionato Sammarinese
- Juvenes/Dogana (Dogana, Serravalle)
- FC Fiorentino (Fiorentino)
- SC Faetano (Faetano)
- SP Cailungo (Cailungo, Borgo Maggiore)
- La Fiorita (Montegiardino)
- Cosmos (Serravalle)
- Pennarossa (Chiesanuova)

- Libertas (Borgo Maggiore)
- FC Domagnano (Domagnano)
- Tre Fiori (Fiorentino)
- Tre Penne (Serravalle)
- Folgore/Falciano (Serravalle)
- SS Murata (Murata, San Marino)
- San Giovanni (Borgo Maggiore)
- Virtus (Acquaviva)

## Helyszínek
Mivel egyetlen klubnak sincs saját labdarúgó-stadionja (a pályák a San Marinó-i Olimpiai Bizottság tulajdonában vannak), a mérkőzéseket sorsolás szerint az alábbi stadionokban játsszák, a pályaválasztói jog is csak formális szerepet tölt be.
- Stadio Olimpico (Serravalle)
- Campo Fonte dell'Ovo (San Marino)
- Campo Sportivo di Fiorentino (Fiorentino)
- Campo Sportivo di Domagnano (Domagnano)
- Stadio di Serravalle „B” (Serravalle)
- Campo Sportivo di Dogana (Dogana)

## Bajnoki dobogósok
| Szezon  | Bajnokcsapat     | Ezüstérmes       | Bronzérmes          |
| ------- | ---------------- | ---------------- | ------------------- |
| 1985-86 | SC Faetano       | San Giovanni     | La Fiorita          |
| 1986-87 | La Fiorita       | SC Faetano       | GS Dogana Montevito |
| 1987-88 | Tre Fiori        | Virtus           | Libertas            |
| 1988-89 | SP Domagnano     | La Fiorita       | Libertas            |
| 1989-90 | La Fiorita       | Cosmos           | Libertas            |
| 1990-91 | SC Faetano       | Tre Fiori        | Juvenes             |
| 1991-92 | Montevito        | Libertas         | Tre Penne           |
| 1992-93 | Tre Fiori        | SP Domagnano     | Folgore/Falciano    |
| 1993-34 | Tre Fiori        | La Fiorita       | SP Domagnano        |
| 1994-95 | Tre Fiori        | La Fiorita       | Cosmos              |
| 1995-96 | Libertas         | Cosmos           | La Fiorita          |
| 1996-97 | Folgore/Falciano | La Fiorita       | SC Faetano          |
| 1997-98 | Folgore/Falciano | Tre Fiori        | Tre Penne           |
| 1998-99 | SC Faetano       | Folgore/Falciano | SP Domagnano        |
| 1999-00 | Folgore/Falciano | SP Domagnano     | Virtus              |
| 2000-01 | Cosmos           | Folgore/Falciano | SS Murata           |
| 2001-02 | SP Domagnano     | SP Cailungo      | Cosmos              |
| 2002-03 | SP Domagnano     | Pennarossa       | Libertas            |
| 2003-04 | Pennarossa       | SP Domagnano     | SP Cailungo         |
| 2004-05 | SP Domagnano     | SS Murata        | Libertas            |
| 2005-06 | SS Murata        | Pennarossa       | Tre Fiori           |
| 2006-07 | SS Murata        | Tre Fiori        | Libertas            |
| 2007-08 | SS Murata        | Juvenes/Dogana   | SC Faetano          |
| 2008-09 | Tre Fiori        | Juvenes/Dogana   | SS Murata           |
| 2009-10 | Tre Fiori        | Tre Penne        | SC Faetano          |
| 2010-11 | Tre Fiori        | Tre Penne        | Cosmos              |
| 2011-12 | Tre Penne        |                  |                     |
| 2012-13 | Tre Penne        |                  |                     |
| 2013-14 | SP La Fiorita    |                  |                     |
| 2014-15 | Folgore/Falciano |                  |                     |
| 2015-16 | Tre Penne        |                  |                     |
| 2016-17 | La Fiorita       |                  |                     |
| 2017-18 | La Fiorita       |                  |                     |
| 2018-19 | Tre Penne        |                  |                     |
| 2019-20 | Tre Fiori        |                  |                     |

### Dicsőségtábla
A 2019–20-as bajnoki év utáni állapot szerint.
| Klub             | Bajnoki címek | Ezüstérmes | Bronzérmes | Győztes szezonok                                              |
| ---------------- | ------------- | ---------- | ---------- | ------------------------------------------------------------- |
| Tre Fiori        | 8             | 3          | 1          | 1987–88, 1992–93, 1993–94, 1994–95, 2008–09, 2009–10, 2010–11 |
| FC Domagnano     | 4             | 3          | 2          | 1988–89, 2001–02, 2002–03, 2004–05                            |
| Folgore/Falciano | 4             | 2          | 1          | 1996–97, 1997–98, 1999–00, 2014-15                            |
| SC Faetano       | 3             | 1          | 3          | 1985–86, 1990–91, 1998–99                                     |
| SS Murata        | 3             | 1          | 2          | 2005–06, 2006–07, 2007–08                                     |
| La Fiorita       | 5             | 4          | 2          | 1986–87, 1989–90, 2013-14                                     |
| Cosmos           | 1             | 2          | 3          | 2000–01                                                       |
| Pennarossa       | 1             | 2          | 0          | 2003–04                                                       |
| Libertas         | 1             | 1          | 6          | 1995–96                                                       |
| Montevito        | 1             | 0          | 1          | 1991–92                                                       |
| Tre Penne        | 4             | 2          | 2          | 2011-12, 2012-13                                              |
| Juvenes/Dogana   | 0             | 2          | 1          |                                                               |
| SP Cailungo      | 0             | 1          | 1          |                                                               |
| San Giovanni     | 0             | 1          | 0          |                                                               |
| Virtus           | 0             | 1          | 1          |                                                               |
| GS Dogana        | 0             | 0          | 1          |                                                               |

## Jelentős külföldi játékosok
A félkövérrel jelölt játékosok szerepeltek hazájuk felnőtt válogatott keretében labdarúgó-világbajnokságon.
| - Aldair - Joseph Enakarhire - Claudio De Sousa - Damiano Tommasi - Lorenzo Amoruso - Massimo Agostini - Simone Loiodice |

## A bajnokság helyezése az UEFA-rangsorban
A bajnokság helyezése 2011-ben az UEFA rangsorában. (Dőlt betűvel az előző bajnoki év helyezése, zárójelben az UEFA-együttható).
- 49.  (49.)  IFA Premiership (2,249)
- 50.  (48.)  Vodafonedeildin (1,416)
- 51.  (50.)  BGL Ligue (1,374)
- 52.  (51.)  Primera Divisió (1,000)
- 53.  (53.)  Campionato Sammarinese di Calcio (0,916)

## Külső hivatkozások
- Federazione Sammarinese Giuoco Calcio (olaszul)
- A bajnokság eredményei az rsssf.com-on (angolul)